# Layosa
Layosa (llamada oficialmente San Martiño de Laiosa) es una parroquia y una aldea española del municipio de Incio, en la provincia de Lugo, Galicia.

## Límites
Limita con las parroquias de Vilasouto y Eirexalba al norte, Óutara al este, Canedo, Freituxe y Guntín al sur, y Tuimil al oeste.

## Organización territorial
La parroquia está formada por diez entidades de población, constando una de ellas en el nomenclátor del Instituto Nacional de Estadística español:

### Entidades de población
Entidades de población que forman parte de la parroquia:
- A Brea
- O Cabanón
- A Gandarela
- Laiosa*
- A Picota
- Polvoreiro (O Polvoreiro)
- San Marcos
- Sio (O Sío)
- Val (O Val)
- Vila (A Vila)

### Despoblado
Despoblado que forma parte de la parroquia:
- Codesido

## Demografía
Gráfica demográfica de la aldea de Laiosa y de la parroquia de Layosa según el INE español:
| Gráfica de evolución demográfica de Layosa entre 2000 y 2020 |
|                                                              |
| Datos según el nomenclátor publicado por el INE.             |

## Patrimonio arquitectónico
Posee tres construcciones palaciegas de estilo Gallego, el Pazo da Edra (también llamado Casa Vella), el Pazo de Laiosa (también conocido como Casa-Palacio) y el Pazo do Sio. Existe una construcción palaciega que en tiempos tuvo escudo que es conocida como la Casa de Manchego. Tiene una Iglesia Parroquial con tres interesantes altares, dos en policromía. En sus tiempos perteneció al recinto del Pazo de Laiosa. 

### Pazo da Edra

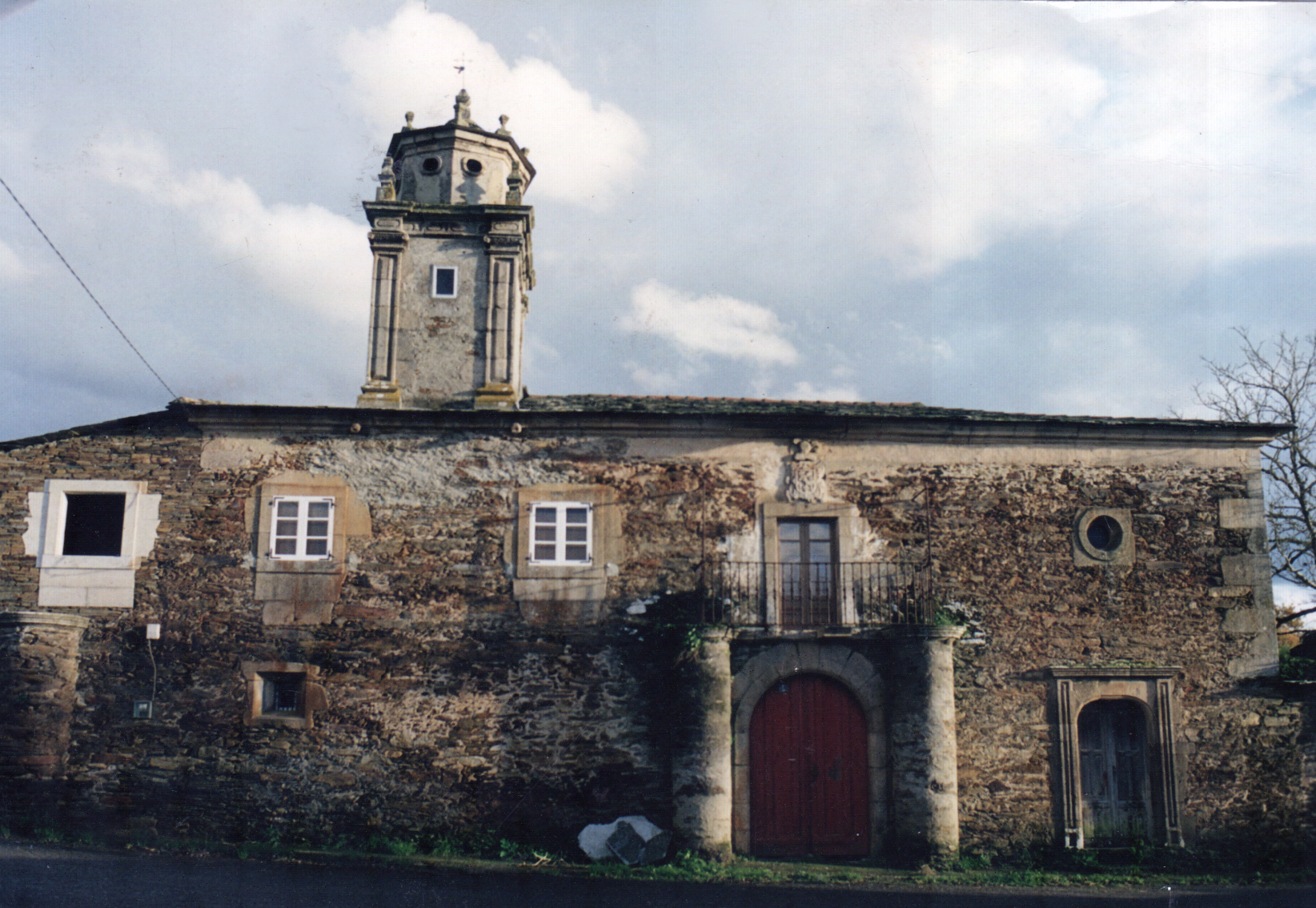
Pazo da Edra

El pazo da Edra, aunque no conserva el foso, mantiene una de sus torres de vigilancia y un arco de medio punto en su entrada.
El Pazo da Edra (También conocido como Casa Vella) es una importante construcción palaciega de piedra con pizarra de laja y encintados de piedra de cantería, la cubierta de pizarra. Posee una torre homenaje. Tiene un oratorio al cual se puede entrar desde el exterior por la puerta lateral que existe en el frente (mirando de frente a la dcha. De la puerta principal) y posee un interesante patio.

### Iglesia de San Martín
La iglesia parroquial de San Martín, con elementos de transición del románico al gótico, propios del Camino de Santiago.
La iglesia parroquial tiene nave de planta rectangular, y frontis coronado por torre en vez de espadaña. El presbiterio está más elevado y saliente que la nave, separado por el arco triunfal de la capilla mayor. En su interior destaca el retablo mayor, tallado a principios del siglo XIX, obedece a una línea neoclásica; con dos cuerpos y ocupa todo el frontis. Los retablos laterales son barrocos, esculpidos hacia el siglo XVIII; de ellos merece destacar las columnas salomónicas cargadas de motivos ornamentales.
La iglesia es de piedra de laja con encintado en puerta y ventanas de piedra de cantería y cubierta de pizarra. El campanario actual efectivamente fue destruido por un rayo sobre el año 1920 más o menos según se cuenta. Lo más destacado son sus tres altares, el principal y derecho con policromía y el izquierdo sin policromía. La imagen que preside es la Virgen de los remedios, en la hornacina superior se encuentra una imagen de San Martín a caballo cortando su capa a para ofrecérsela a un pobre. Rematando un Crucifijo y sus laterales escudos ligados a la Casa de Maceda (Quiroga y Losada). Posee unos 6 curiosos confesionarios empotrados en los laterales lo que hace pensar que en otros tiempos existió una importante romería en el templo con gran afluencia de peregrinos con demanda de confesión. La festividad de la Virgen se celebra el 8 de septiembre (Festividad de la Natividad de Nuestra Señora) como en multitud de pueblos de Galicia.

## Eventos culturales
En la actualidad la parroquia es famosa por dos eventos culturales que se celebran en la primera semana de agosto:
- El torneo de fútbol sala que comenzó a celebrarse en la década de los ochenta del siglo pasado.
- El certamen musical "Laiosasoa" que en su corta trayectoria cuenta con la presencia de importantes grupos.

## Festividades
Las fiestas parroquiales se celebran los días 7, 8 y 9 de agosto en honor a la Virgen de los Remedios.